# 賈摹
賈摹（?—?），西晋末年凉州人。
賈摹出身凉州大姓，他的姐姐贾夫人嫁给了前凉君主、凉州刺史张寔，他的势力很大，压倒西土之人。曾经有一首童谣这样说：“手莫头，图凉州。”手莫头就是摹字。320年，张寔被部下所杀，同母弟张茂继任。张茂以为童谣是真的，以此诱杀贾摹，终令凉州豪门大族不敢横行，更有助前凉张氏对凉州的管治。